# Horacio d’Almeida
Horacio d’Almeida (Lomé, Togo, 11 de junio de 1988) es un jugador profesional de voleibol francés, juego de posición central. Desde la temporada 2019/2020, ha estado jugando en el equipo Nancy VB.

## Palmarés

### Clubes
Copa de Francia:
- 2011

Campeonato de Francia:
- 2012
- 2011

Supercopa de España:
- 2013

Campeonato de España:
- 2014[2]

### Selección nacional
Juegos Mediterráneos:
- 2013

Liga Mundial:
- 2016